# Hungría en los Juegos Olímpicos de la Juventud 2018
Hungría está participando en los Juegos Olímpicos de la Juventud 2018 en Buenos Aires, Argentina del 6 al 18 de octubre de 2018. Está representado por una delegación de 90 deportistas en 22 disciplinas.

## Medallistas
| Medalla           | Nombre | Deporte            | Acontecimiento                                                                        | Fecha         |
| ----------------- | --- | ------------------ | ------------------------------------------------------------------------------------- | ------------- |
| Medalla de oro    | Kristóf Milák | Natación           | Estilo libre 400 m                                                                    | 7 de octubre  |
| Medalla de oro    | Krisztián Rabb | Esgrima            | Sable hombres                                                                         | 7 de octubre  |
| Medalla de oro    | Kristóf Milák | Natación           | Estilo libre 200 m                                                                    | 8 de octubre  |
| Medalla de oro    | Blanka Berecz | Natación           | Estilo mariposa 200 m                                                                 | 8 de octubre  |
| Medalla de oro    | Szofi Özbas | Judo               | Mujeres 63 kg.                                                                        | 8 de octubre  |
| Medalla de oro    | Liza Pusztai | Esgrima            | Sable mujeres                                                                         | 9 de octubre  |
| Medalla de oro    | Ajna Késely | Natación           | Estilo libre 800 m                                                                    | 9 de octubre  |
| Medalla de oro    | Krisztián Balázs | Gimnasia           | Mixto multi-equipo de disciplina (en mixto-NOC equipo con Bilis de Simone del Equipo) | 10 de octubre |
| Medalla de oro    | Ajna Késely | Natación           | Estilo libre 200 m                                                                    | 10 de octubre |
| Medalla de oro    | Liza Pusztai, Pusztai Krisztián Rabb                                                                                                | Esgrima            | Equipo mixto (en mixto-NOC equipo con Europa de Equipo 1)                             | 10 de octubre |
| Medalla de oro    | Zalán Pekler | Tiroteo            | Mixto aire de 10 metros en rifle (en mixto-NOC equipo con MGL)                        | 11 de octubre |
| Medalla de oro    | Eszter Rendessy | Canotaje           | Chicas K1 sprint                                                                      | 12 de octubre |
| Medalla de oro    | Kristóf Milák | Natación           | Estilo mariposa 200 m                                                                 | 12 de octubre |
| Medalla de oro    | Ajna Késely | Natación           | Estilo libre 400 m                                                                    | 12 de octubre |
| Medalla de oro    | Ádám Kiss | Canotaje           | Chicos K1 sprint                                                                      | 13 de octubre |
| Medalla de plata  | Vince Jármy | Salto              | Salto (en mixto-NOC equipo con Europa de Equipo)                                      | 9 de octubre  |
| Medalla de plata  | Kristóf Milák | Natación           | Estilo mariposa 100 m                                                                 | 9 de octubre  |
| Medalla de plata  | Laura Gönczöl | Karting            | Canotaje                                                                              | 13 de octubre |
| Medalla de plata  | Krisztián Balázs | Gimnasia           | Piso                                                                                  | 13 de octubre |
| Medalla de plata  | Anna Szél | Wrestling          | Chicas' freestyle 57 kg                                                               | 13 octubre    |
| Medalla de plata  | Csenge Bácskay | Gimnasia           | Bóveda                                                                                | 13 de octubre |
| Medalla de bronce | Zsombor Vég | Judo               | Hombres 100 kg.                                                                       | 9 de octubre  |
| Medalla de bronce | Rebeka Benzsay, Csenge Braun, Dorottya Gajdos, Gréta Hadfi, Réka Király, Gabriella Landi, Sára Léránt, Dalma Mátéfi, Klaudia Pintér | Balonmano de playa | Mujeres                                                                               | 13 de octubre |
| Medalla de bronce | Michelle Gulyás | Pentatlón          | Individual                                                                            | 13 de octubre |

## Baloncesto
Hungría tuvo un equipo femenino representando al país en baloncesto. El equipo basado en el sub-18, 3x3, según la Federación Nacional Ranking.

## Canotaje
Hungría contó con cuatro barcas, basadas en su rendimiento en la clasificación de 2018

## Ciclismo
El país contó con representantes tanto en mujeres, hombres, como en el equipo combinado mixto, basado en el ranking.

## Breakdancing
Hungría contó con un representante en el deporte que se practicó por primera vez en la historia en un certamen olímpico, como lo es el breakdancing.

## Equestrian
Hungría contó con un jinete basado en su rendimiento en el FEI, campeonato europeo de clasificación.

## Esgrima
- Hombres sable- Krisztian Rabb
- Mujeres - Kinga Dekany
- Mujeres - Karolina Zsoldosi
- Mujeres sable - Liza Pusztai

## Gimnasia

### Artístico
Hungría contó con dos gimnastas representantes, basado en su rendimiento en el Campeonato Juvenil Europeo 2018.

## Kárate
Hungría contó con un atleta basado en su rendimiento en uno de los Torneos de Clasificación para Kárate.
- Mujeres 59 kg - Zsófia Baranyi

## Pentatlón
Hungría contó con un representante en esta disciplina, basado en su rendimiento en el Clasificado de Olimpiadas de Juventud europeo. Hungría también cualificada un atleta macho basado en su rendimiento en la 2018 Juventud Un Campeonato Mundial.

## Tiro deportivo
Hungría clasificó un shooter gracias a su rendimiento en los Campeonatos europeos de 2017.

## Triatlón
Hungría contó con dos atletas en este evento, gracias a su rendimiento en la 2018 Juventud europea Clasificado de Olimpiadas.
- 1 plaza masculina
- 1 plaza femenina